# Sergi Bruguera
Sergi Bruguera, fullständigt namn Sergi Bruguera Torner, född 16 januari 1971 i Barcelona i Spanien, är en spansk (katalansk) högerhänt tidigare professionell tennisspelare. Sergi Bruguera blev professionell tennisspelare på ATP-touren 1988. Han vann totalt 14 singel- och 3 dubbeltitlar på ATP-touren,och rankades som bäst som världstrea i singel (1994). Bland singelmeriterna märks två titlar i Grand Slam-turneringen Franska öppna. Han avslutade sin karriär 2002.

## Tenniskarriären
Säsongen 1989 vann Bruguera sin första ATP-titel i singel och nådde samma år dessutom semifinalen i Italienska öppna. Bruguera var främst grusspelare och han hade sina största framgångar på det underlaget, däribland segrar i Estoril, Monte Carlo, Madrid, Gstaad och Palermo under 1990-talets första år.  
1993 nådde han finalen i Grand Slam-turneringen Franska öppna efter att bland andra ha besegrat amerikanen Pete Sampras. Han mötte där den tvåfaldige tidigare mästaren Jim Courier som han besegrade i en mycket spännande match med siffrorna 6-4, 2-6, 6-2, 3-6, 6-3. Han vann ytterligare 4 ATP-titlar under året. Säsongen därpå, 1994, lyckades Bruguera försvara sin titel i Franska öppna efter finalseger över landsmannen Alberto Berasategui (6-3, 7-5, 2-6, 6-1). 
1996 vann Bruguera silvermedalj i singelturneringen i Olympiska sommarspelen i Atlanta. Han förlorade finalen mot Andre Agassi (6-2, 6-3, 6-1). År 1997 nådde Bruguera åter finalen i Franska öppna, som han dock, trots att han var klar favorit,  förlorade till den brasilianske spelaren Gustavo Kuerten (3-6, 4-6, 2-6).

## Spelaren och personen
Sergi Bruguera är för närvarande (2006) ledare för the Bruguera Tennis Academy Top Team.
Bruguera fick utmärkelsen the ATP's Comeback Player of Year 1997 efter att ha kommit tillbaka efter en ankelskada  1996. Under den säsongen hade han fallit i ranking till åttiförsta plats. Han gjorde en enastående säsong 1997 och slutade året som rankad nummer 8. 
2006 ombads Bruguera av BBC Sports webbplats att jämföra Roger Federer och Pete Sampras. Hans åsikt var att Federer är tio gånger bättre än Sampras. Detta förorsakade en stor debattstrid på internet (enligt engelskspråkiga Wikipedia).

## Grand Slam-finaler, singel (3)

### Titlar (2)
| År   | Mästerskap        | Finalmotståndare    | Setsiffror              |
| 1993 | Franska öppna     | Jim Courier         | 6-4, 2-6, 6-2, 3-6, 6-3 |
| 1994 | Franska öppna (2) | Alberto Berasategui | 6-3, 7-5, 2-6, 6-1      |

### Finalförluster (1)
| År   | Mästerskap    | Finalmotståndare | Setsiffror    |
| 1997 | Franska öppna | Gustavo Kuerten  | 6-3, 6-4, 6-2 |

## Övriga ATP-titlar
- Singel
  - 1991 - Estoril, Monte Carlo, Athen
  - 1992 - Madrid, Gstaad, Palermo
  - 1993 - Monte Carlo, Gstaad, Prag, Bordeaux
  - 1994 - Gstaad, Prag
- Dubbel
  - 1990 - Hamburg, Florens
  - 1991 - Genève